# Métrologie de l'air ambiant
La métrologie de l'air ambiant consiste à déterminer quantitativement les principaux polluants que l'on peut rencontrer. 
On trouvera ci-dessous les méthodes de mesures en continu utilisées actuellement pour les polluants suivants :
- SO2 par spectroscopie de fluorescence
- PM 10 et PM 2,5
  - par gravimétrie sur filtre spécial, avec préleveur d'air ambiant spécifique
  - par détecteur de rayons β
  - par microbalance à quartz
- NOx (NO et NO2) par chimiluminescence
- O3 par spectroscopie ultraviolet-visible
- CO par spectroscopie infrarouge
- BTEX par chromatographie en phase gazeuse avec détecteurs adaptés